# Curitiba Zero Grau
Curitiba Zero Grau é um filme brasileiro de 2010 dirigida por Eloi Pires Ferreira e estrelado por Jackson Antunes.
Todo rodado na cidade de Curitiba, participou do Festival do Rio em 2010 e em 2011 ganhou o prêmio do público no CINESUL - Festival Latino-Americano de Cinema e Vídeo e somente em agosto de 2012 o filme estreou, oficialmente, no Brasil.

## Sinopse
O enredo cruza a vida de um vendedor de automóveis, um catador de papeis, um motoboy e um motorista de ônibus em uma noite de inverno da fria capital paranaense.

## Elenco
- Jackson Antunes
- Katia Drummond
- Rodrigo Ferrarini
- Camila Hubner
- Diegho Kozievitch
- Enéas Lour
- Stephanie Mattanó
- Olga Nenevê